# 陳紹功
陳紹功（？—1593年），字及卿，號石涧，福建泉州府晉江縣人，軍籍，明朝政治人物。

## 生平
萬曆四年（1576年）丙子科福建鄉試第四十一名舉人，八年（1580年）中式庚辰科會試第五十名，三甲第一百一名進士。都察院觀政，本年授广州府推官，十二年升浔州府同知，十四年致仕，二十一年卒。

## 家族
曾祖陳溋；祖父陳宴，散官；父陳露，號浅泉，嘉靖十三年甲午科举人，官肇庆府同知。母王氏；前母莊氏。